# Saison 1955-1956 de l'AS Saint-Étienne
Chronologie
Saison précédente Saison suivante
Cette page présente la saison 1955-1956 de l'AS Saint-Étienne. Le club évolue en Division 1 et en Coupe de France.

## Résumé de la saison
- L’ASSE aura vécu une  saison plutôt rectiligne dans le haut de tableau avec finalement une 4e place. Jusqu’à deux journées de la fin du championnat, ils sont dans le coup pour être champions, mais un match nul à domicile va annihiler leurs espoirs de titre. Ce n’est que partie remise.. Ombre au tableau de chasse, les 2 défaites dans le derby.
- Au niveau de l'effectif, il y a principalement le départ de Manuel Fernández, défenseur depuis de longues années à l’ASSE. Il stoppe d’ailleurs sa carrière. Côté arrivées, 2 jeunes sortent de la formation : Jean Oleksiak et Georges Peyroche. Il y a aussi le retour de Kees Rijvers.
- Une seule coupe au programme cette saison avec la Coupe de France où les Verts iront jusqu’en quart de finale, battu par le surprenant promu sedanais qui gagnera la trophée.

## Équipe professionnelle

### Transferts
Sont considérés comme arrivées, des joueurs n’ayant pas joué avec l’équipe 1 la saison précédente.
| Nom                | Nationalité | Poste     | Transfert      | Provenance/Destination | Division      |
| ------------------ | ----------- | --------- | -------------- | ---------------------- | ------------- |
| Arrivées           |             |           |                |                        |               |
| Georges Peyroche   |             | Milieu    | -              | -                      | Formé au club |
| Jean Oleksiak      |             | Attaquant | -              | -                      | Formé au club |
| Claude Orosco      |             | Attaquant | Transfert      | FC Nantes              | Division 2    |
| Kees Rijvers       |             | Attaquant | Transfert      | Stade français         | Division 1    |
| Départs            |             |           |                |                        |               |
| Robert Orcel       |             | Milieu    | -              | -                      | -             |
| Lucien Baudino     |             | Attaquant | -              | -                      | -             |
| Manuel Fernández   |             | Défenseur | Arrêt carrière | -                      | -             |
| Michel Tylinski    |             | Défenseur | -              | -                      | -             |
| Antonio Goglia     |             | Milieu    | -              | -                      | -             |
| Jacques Grattarola |             | Milieu    | Transfert      | Cannes                 | Division 2    |
| Raymond Haond      |             | Attaquant | Arrêt carrière | -                      | -             |
| Ferenc Nyers       |             | Attaquant | -              | -                      | -             |

### Championnat

#### Matchs allers
| Date       | N o | Adversaire             | Lieu | Résultat | Buteurs pour Saint-Étienne                       | Points | Classement |
| ---------- | --- | ---------------------- | ---- | -------- | ------------------------------------------------ | ------ | ---------- |
| 21/08/1955 | J01 | Stade de Reims         | Dom. | 3 - 1    | Mekloufi 11e 56e, Ferry 16e (pen.)               | 2      | 2          |
| 28/08/1955 | J02 | AS Monaco FC           | Ext. | 2 - 3    | Foix 65e 83e, Nocentini 76e (csc)                | 4      | 2          |
| 04/09/1955 | J03 | Troyes                 | Dom. | 4 - 0    | Rijvers 28e, Mekloufi 42e, Foix 47e, Vernier 85e | 6      | 1          |
| 11/09/1955 | J04 | FC Metz                | Ext. | 5 - 2    | Goujon 3e 15e                                    | 6      | 3          |
| 18/09/1955 | J05 | RC Lens                | Ext. | 2 – 2    | Mekloufi 9e, Foix 80e                            | 7      | 4          |
| 25/09/1955 | J06 | RC Paris               | Dom. | 3 - 2    | Rijvers 42e, Mekloufi 57e, Foix 85e              | 9      | 3          |
| 02/10/1955 | J07 | Olympique lyonnais     | Dom. | 0 - 1    | -                                                | 9      | 5          |
| 13/10/1955 | J08 | RC Strasbourg          | Ext. | 5 - 2    | Foix 51e, Rijvers 59e                            | 9      | 6          |
| 16/10/1955 | J09 | Lille OSC              | Ext. | 0 - 2    | Foix 4e 11e                                      | 11     | 4          |
| 30/10/1955 | J10 | Olympique de Marseille | Dom. | 3 - 1    | Mekloufi 8e, Vernier 32e, Domingo 58e            | 13     | 4          |
| 01/11/1955 | J11 | FC Sochaux             | Dom. | 0 – 0    | -                                                | 14     | 4          |
| 06/11/1955 | J12 | Toulouse FC            | Ext. | 2 – 2    | Mekloufi 3e 32e                                  | 15     | 5          |
| 13/11/1955 | J13 | OGC Nice               | Dom. | 3 – 3    | Foix 17e 46e, Mekloufi 27e                       | 16     | 4          |
| 20/11/1955 | J14 | UA Sedan-Torcy         | Ext. | 3 - 0    | -                                                | 16     | 8          |
| 27/11/1955 | J15 | FC Nancy               | Dom. | 1 – 1    | Ferry 6e                                         | 17     | 6          |
| 04/12/1955 | J16 | Bordeaux               | Dom. | 3 - 0    | Foix 23e, N’Jo Léa 68e, Oleksiak 78e             | 19     | 6          |
| 11/12/1955 | J17 | Nîmes Olympique        | Ext. | 1 – 1    | Rijvers 60e                                      | 20     | 7          |

#### Matchs retours
| Date       | N o | Adversaire             | Lieu | Résultat | Buteurs pour Saint-Étienne                         | Points | Classement |
| ---------- | --- | ---------------------- | ---- | -------- | -------------------------------------------------- | ------ | ---------- |
| 18/12/1955 | J18 | OGC Nice               | Ext. | 2- 1     | Orosco 78e                                         | 20     | 8          |
| 01/01/1956 | J19 | Lille OSC              | Dom. | 4 - 1    | Foix 2e 7e, Orosco 43e, Mekloufi 75e               | 22     | 6          |
| 15/01/1956 | J20 | Olympique de Marseille | Ext. | 2 – 2    | Mekloufi 53e, Foix 54e                             | 23     | 6          |
| 22/01/1956 | J21 | Olympique lyonnais     | Ext. | 2 - 1    | Ferry 40e                                          | 23     | 7          |
| 29/01/1956 | J22 | RC Strasbourg          | Dom. | 3 - 1    | Rijvers 25e, Mekloufi 29e, N’Jo léa 49e            | 25     | 4          |
| 12/02/1956 | J23 | FC Nancy               | Ext. | 2 – 2    | Domingo 45e, Mekloufi 79e                          | 26     | 5          |
| 11/03/1956 | J24 | RC Paris               | Ext. | 3 - 0    | -                                                  | 26     | 8          |
| 18/03/1956 | J25 | RC Lens                | Dom. | 0 – 0    | -                                                  | 27     | 7          |
| 01/04/1956 | J26 | AS Monaco FC           | Dom. | 1 - 0    | Foix 17e                                           | 29     | 6          |
| 15/04/1956 | J27 | Stade de Reims         | Ext. | 1 - 2    | Mekloufi 24e , N’Jo Léa 25e                        | 31     | 6          |
| 22/04/1956 | J28 | UA Sedan-Torcy         | Dom. | 3 - 2    | Foix 41e 53e, N’Jo Léa 71e                         | 33     | 4          |
| 29/04/1956 | J29 | Troyes                 | Ext. | 1 – 1    | Rijvers 8e                                         | 34     | 4          |
| 01/05/1956 | J30 | Bordeaux               | Ext. | 4 - 3    | Mekloufi 8e 58e 59e                                | 34     | 7          |
| 10/05/1956 | J31 | FC Metz                | Dom. | 5 - 0    | Foix 7e . Rijvers 19e, Mekloufi 40e 77e, Ferry 62e | 36     | 3          |
| 13/05/1956 | J32 | FC Sochaux             | Ext. | 2 - 3    | Mekloufi 1re, N’Jo Léa 35e, Foix 40e               | 38     | 2          |
| 20/05/1956 | J33 | Toulouse FC            | Dom. | 0 – 0    | -                                                  | 39     | 4          |
| 03/06/1956 | J34 | Nîmes Olympique        | Dom. | 3 - 1    | N’Jo Léa 14e, Mekloufi 36e, Foix 80e               | 41     | 4          |

## Classement
| Rang | Équipe                   | Pts | J  | G  | N  | P  | Bp | Bc | GA    |
| ---- | ------------------------ | --- | -- | -- | -- | -- | -- | -- | ----- |
| 1    | OGC Nice                 | 43  | 34 | 18 | 7  | 9  | 60 | 43 | 1,395 |
| 2    | RC Lens                  | 42  | 34 | 19 | 4  | 11 | 65 | 49 | 1,327 |
| 3    | AS Monaco FC             | 41  | 34 | 17 | 7  | 10 | 63 | 45 | 1,4   |
| 4    | AS Saint-Étienne         | 41  | 34 | 15 | 11 | 8  | 68 | 53 | 1,283 |
| 5    | Olympique de Marseille   | 40  | 34 | 16 | 8  | 10 | 54 | 49 | 1,102 |
| 6    | RC Paris                 | 39  | 34 | 17 | 5  | 12 | 74 | 58 | 1,276 |
| 7    | Toulouse FC              | 38  | 34 | 14 | 10 | 10 | 51 | 46 | 1,109 |
| 8    | Olympique lyonnais       | 37  | 34 | 15 | 7  | 12 | 50 | 49 | 1,02  |
| 9    | UA Sedan-Torcy P C       | 36  | 34 | 14 | 8  | 12 | 53 | 56 | 0,946 |
| 10   | Stade de Reims T         | 34  | 34 | 13 | 8  | 13 | 61 | 50 | 1,22  |
| 11   | FC Sochaux               | 32  | 34 | 12 | 8  | 14 | 47 | 50 | 0,94  |
| 12   | FC Nancy                 | 32  | 34 | 13 | 6  | 15 | 51 | 60 | 0,85  |
| 13   | Nîmes Olympique          | 31  | 34 | 11 | 9  | 14 | 64 | 56 | 1,143 |
| 14   | RC Strasbourg            | 30  | 34 | 12 | 6  | 16 | 54 | 66 | 0,818 |
| 15   | FC Metz                  | 29  | 34 | 11 | 7  | 16 | 49 | 68 | 0,721 |
| 16   | Lille OSC                | 24  | 34 | 10 | 4  | 20 | 58 | 65 | 0,892 |
| 17   | FC Girondins de Bordeaux | 24  | 34 | 9  | 6  | 19 | 45 | 69 | 0,652 |
| 18   | AS Troyes-Savinienne     | 19  | 34 | 5  | 9  | 20 | 43 | 78 | 0,551 |

Victoire à 2 points
Qualification européenne
- 1er : qualifié pour la Coupe Latine
et la Coupe des clubs champions européens

Relégation
- 16e : barrage de relégation en Division 2
- 17e et 18e : relégation en Division 2

Abréviations
T : Tenant du titre

C : Vainqueur de la Coupe de France 1955-56

P : Promu de Division 2
- En cas d'égalité entre deux clubs, le premier critère de départage est la moyenne de buts.
- Le Stade rennais UC et l'Angers SCO accèdent directement à la première division, étant les deux premiers de Division 2.
- L'US Valenciennes-Anzin bat le Lille OSC en barrages (1-0, 1-2, puis 4-0 en match d'appui) et accède ainsi à la Division 1, reléguant son adversaire.

### Coupe de France
| Date       | N o              | Adversaire     | Lieu                            | Résultat | Buteurs pour Saint-Étienne          | Suite                           |
| ---------- | ---------------- | -------------- | ------------------------------- | -------- | ----------------------------------- | ------------------------------- |
| 08/01/1956 | 32èmes de finale | Casablanca     | Stade Marcel Cerdan, Casablanca | 1 - 2    | Orosco 95e, Ferry 116e              | Qualifiés pour le prochain tour |
| 05/02/1956 | 16èmes de finale | Lille OSC      | Parc Lescure,Bordeaux           | 2 - 0    | Ferry 75e, N’Jo Léa 80e             | Qualifiés pour le prochain tour |
| 04/03/1956 | 8èmes de finale  | SCO Angers     | Stade Gaston Gérard,Dijon       | 3 - 1    | Domingo 42e, N’Jo Léa 70e, Foix 76e | Qualifiés pour le prochain tour |
| 08/04/1956 | Quarts de finale | UA Sedan-Torcy | Stade Malakoff,Nantes           | 0 - 2    | -                                   | Éliminés                        |

### Statistiques

#### Buteurs
| Place | Nom             | Division 1 | Coupe de France | TOTAL des BUTS |
| 1     | Jacques Foix    | 20 buts    | 1 but           | 21 buts        |
| 1     | Rachid Mekloufi | 21 buts    | -               | 21 buts        |
| 3     | Eugène N'Jo Léa | 6 buts     | 2 buts          | 8 buts         |
| 4     | Kees Rijvers    | 7 buts     | -               | 7 buts         |
| 5     | Koczur Ferry    | 4 buts     | 2 buts          | 6 buts         |
| 6     | René Domingo    | 2 buts     | 1 but           | 3 buts         |
| 6     | Claude Orosco   | 2 buts     | 1 but           | 3 buts         |
| 8     | René Vernier    | 2 buts     | -               | 2 buts         |
| 8     | Yvon Goujon     | 2 buts     | -               | 2 buts         |
| 10    | Jean Oleksiak   | 1 but      | -               | 1 but          |
| #     | contre son camp | 1 but      | -               | 1 but          |
| Total | 13 buteurs      | 68 buts    | 7 buts          | 75 buts        |

Date de mise à jour : le 31 octobre 2014.

#### Affluences
Affluence de l'AS Saint-Étienne à domicile

### Équipe de France
Un seul Stéphanois aura les honneurs de l’Équipe de France cette année en la personne de Jacques Foix avec quatre sélections en Équipe de France
| Joueurs      | Position  | Date       | Lieu     | Adversaire  | Score | Temps de jeu | Buts |
| Jacques Foix | Attaquant | 23.10.1955 | Moscou   | URSS        | 2 – 2 | 90           | -    |
| Jacques Foix | Attaquant | 11.11.1955 | Colombes | Yougoslavie | 1 – 1 | 90           | -    |
| Jacques Foix | Attaquant | 15.02.1956 | Bologne  | Italie      | 2 - 0 | 90           | -    |
| Jacques Foix | Attaquant | 25.03.1956 | Colombes | Autriche    | 3 - 1 | 29           | -    |

3 Stéphanois ont joué également une rencontre avec l'Equipe de France Espoirs cette saison-là. Il s'agit de Richard Tylinski, Rachid Mekloufi et René Ferrier
| Joueurs          | Position  | Date       | Lieu     | Adversaire | Score | Temps de jeu | Buts |
| Richard Tylinski | Défenseur | 25.03.1956 | Budapest | Hongrie    | 1 – 1 | 90           | -    |
| Rachid Mekloufi  | Milieu    | 25.03.1956 | Budapest | Hongrie    | 1 – 1 | 90           | -    |
| René Ferrier     | Milieu    | 25.03.1956 | Budapest | Hongrie    | 1 – 1 | 90           | -    |